# Maud Slye
Maud Slye (8 de febrero de 1879 – 17 de septiembre de 1954), nacida Maud Caroline Slye, fue una patóloga americana que nació en Minneapolis, Minnesota.
Un historiador de mujeres y ciencia escribió que Slye había"'inventado' genéticamente ratones uniformes como herramienta investigación." Su trabajo se centró en la heritabilidad del cáncer en ratones. Durante su carrera, recibió honores y premios múltiples, incluyendo la medalla de oro de la Asociación Médica americana en 1914, en 1915 el Premio Ricketts, y la medalla de oro de la American Radiological Society en 1922.
En 1923, Albert Soiland, radiologista pionero , nominó a Maud Slye, cómo patóloga del cáncer para el premio Nobel en Fisiología o Medicina. El nombramiento vino a raíz de su trabajo cuando fue uno de los primeros científicos al sugerir que el cáncer puede ser una enfermedad heredada , y para el desarrollo de procedimientos nuevos para el cuidado y cría de ratones de laboratorio.

## Educación y carrera
Slye se graduó  en la Universidad de Chicago y en la Universidad de Brown. Empezó su trabajo de posgrado en 1908 en la Universidad de Chicago, realizando experimentos neurológicos en ratones.Y se quedó  en la Universidad de Chicago para el resto de su carrera. Después de oír hablar del cáncer de ganado en Stockyard, cambió el foco de su búsqueda al cáncer. Slye mantuvo pedigrís para150,000 ratones durante su carrera. El 5 de mayo de 1913,  presentó un artículo ante la Sociedad americana para Búsqueda de Cáncer con respecto al trabajo en problemas generales en herencia. En 1919 fue seleccionada como directora del Laboratorio del Cáncer en la Universidad de Chicago. En 1922. Se retiró en 1945 como profesora emérita de Patología.